# Appui mobile

Poutres sur deux appuis; à gauche : appui fixe ; à droite : appui mobile. L'appui sur les pointes des triangles montre que l'appui ne s'oppose pas aux couples et permet donc les rotations. Les petits cercles sur les pointes indiquent que l'appui doit être considéré comme un palier pivotant.

L'appui mobile est en statique un type d'appui. Il est souvent représenté graphiquement sous forme d'un triangle avec rouleau. La pointe du triangle schématise le caractère ponctuel de l'appui et le rouleau matérialise la capacité de translation permise dans la direction souhaitée.

Appui mobile

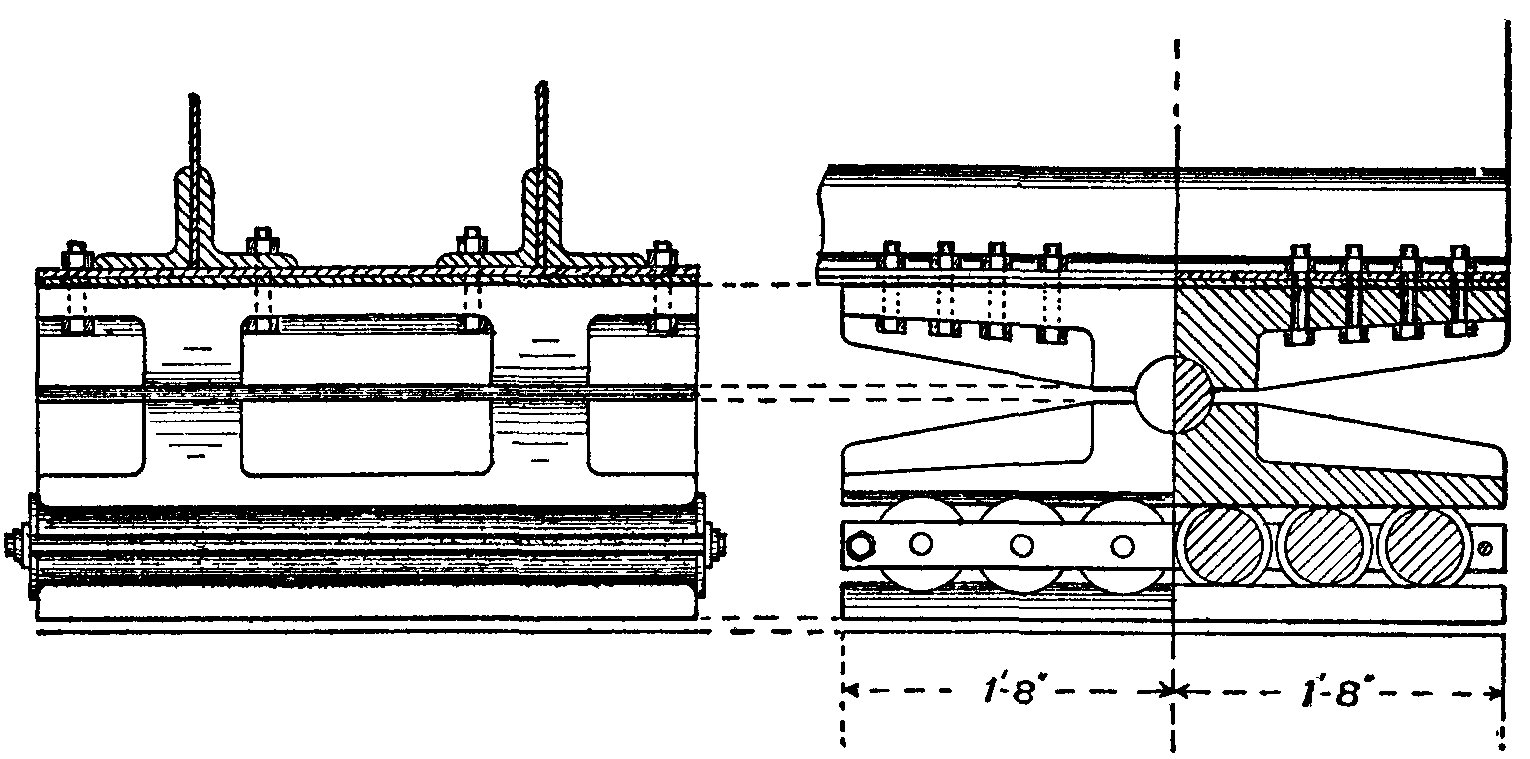
Appareil d'appui métallique à rouleaux multiples. Les rouleaux ne permettant qu'un déplacement par translation, le dispositif est complété par un balancier à rotule sur sa partie supérieure

Les appuis mobiles se matérialisent sur un pont par un appareil d'appui à rouleaux. Les appuis à rouleau sont libres de tourner et de se déplacer le long de la surface sur laquelle repose le rouleau. La surface peut être horizontale, verticale ou inclinée selon n'importe quel angle. La force de réaction résultante est toujours une force unique perpendiculaire à la surface d'appui et éloignée de celui-ci ( (force normale). Les appuis à rouleaux sont généralement situés à une extrémité des longs ponts. Cela permet à la structure du pont de se dilater et de se contracter en fonction des changements de température. Les forces d'expansion pourraient briser les culées au niveau des berges si la structure du pont était « verrouillée » en place,. 
| Dénomination autres      | français               | - appui simple mobile - appui glissant - appui simple mobile - appui à rouleau |
| Dénomination autres      | anglais                | Roller support                                                                 |
| Dénomination autres      | allemand               | Loslager                                                                       |
| Représentation graphique | Théorie des poutres    | zentriert                                                                      |
| Représentation graphique | Mécanique des solides  | Liaison sphère/plan                                                            |
| Représentation graphique | Représentation autre   | appui à rouleau                                                                |
| Degré de liberté         | ddl                    | 2 ddl                                                                          |
| Degré de liberté         | horizontal             | ✓                                                                              |
| Degré de liberté         | vertical               | _                                                                              |
| Degré de liberté         | rotation (couple)      | ✓                                                                              |
| Réaction d'appui         | Nombre de réactions    | 1                                                                              |
| Réaction d'appui         | Sous forme vectorielle | zentriert                                                                      |